# Braničevo (région)
Pour les articles homonymes, voir Braničevo.

Braničevo, en serbe cyrillique Браничево, est une région géographique située au centre-est de la Serbie. Elle est principalement située dans le district de Braničevo.
La région de Braničevo se trouve entre la Velika Morava (à l'ouest) et le Danube (au nord) ; elle est délimitée, au sud par les régions du Stig et d'Homolje.

## Histoire
Au Moyen Âge, des tribus slave, celle des Braničevci, et roumaine (valaques) habitaient la région. À cette époque, la ville de Braničevo existait également dans le secteur, dans l'estuaire où la Mlava se jetait dans le Danube. La ville était le siège d'une éparchie de l'Église orthodoxe.
Au Moyen Âge, la région de Braničevo fut contrôlée par les Byzantins, les Bulgares puis les Hongrois. Sous l'administration du Royaume de Hongrie, une province appelée la Banovine de Braničevo existait dans le secteur. Au XIIIe siècle, deux chefs bulgares indépendants Darman et Kudelin gouvernèrent la région. En 1291, ils furent vaincus par le roi serbe Stefan Dragutin, qui ajouta Braničevo à son Royaume de Syrmie. De ce fait, la région appartint par la suite aux différents États serbes qui se succédèrent. Au XIVe siècle, elle devint une possession de la dynastie locale des Rastislalić, puis, au XVe siècle, elle fut conquise par l'Empire ottoman. Pendant l'occupation turque, elle fit partie du Sandjak de Smederevo, appelé aussi pachalik de Belgrade, jusqu'au XIXe siècle, où elle fit de nouveau partie de l'État serbe.